# 놓정동화
놓정동화(영어: Don't let go of your mind fairy tale 돈 랫 고 오브 유얼 마이든 파에리 테일[*])는 신태훈과 나승훈의 컷툰이다.

## 현재
현재는 2016년 6월 29일에 25화로 완결 되었다.